# رأس (جغرافيا)

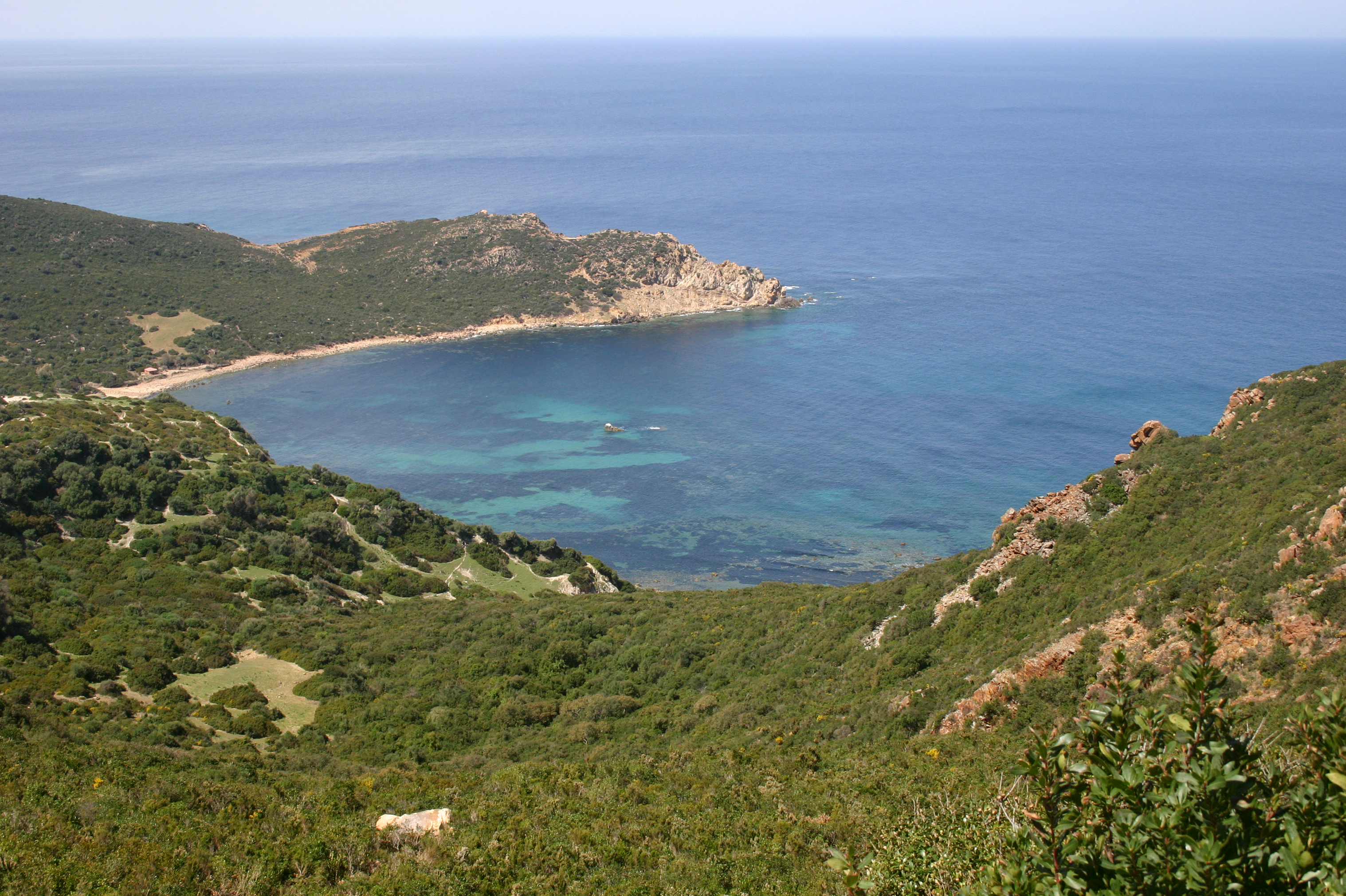
رأس صقلب بالشمال الغربي التونسي

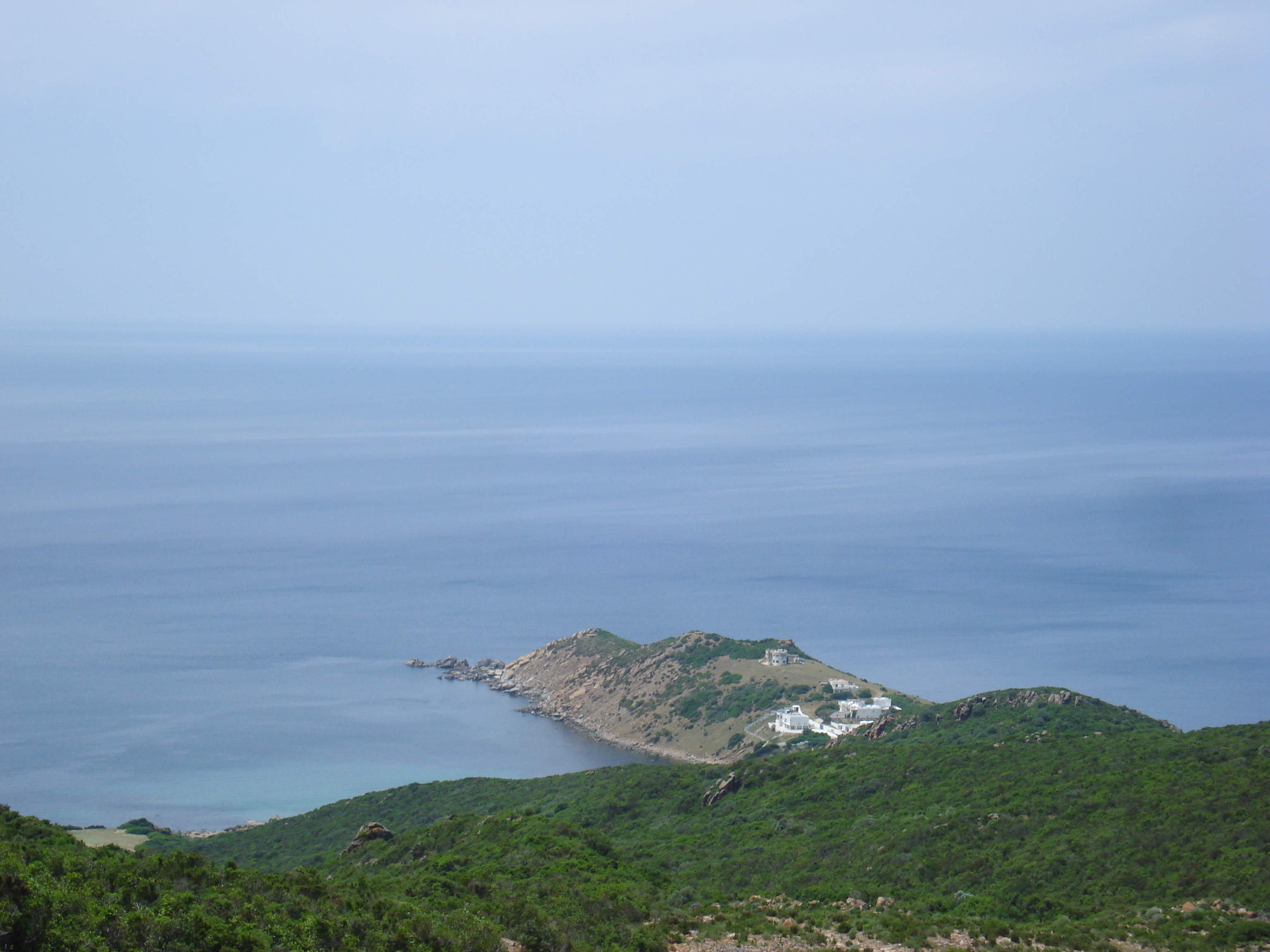
الرأس الأسود بالشمال التونسي

الرَّأْس هو متقدم من الساحل داخل البحر. هي ظاهرة جغرافية تمثل قسماً من اليابسة متقدماً في البحر، تكون نتيجة لعوامل تكتونية ناهضة بجوار الشواطئ البحرية والبحيرية، كنشوء مرتفع انكساري أو التوائي أو بركاني متقدم في البحر وملاصق لليابسة، أو نتيجة لترسيب الأنهار لكميات كبيرة من الرواسب متقدمة في البحر وأعلى من سطحه. كما يمكن أن يتكون نتيجة لصخور صلبة عاتية مرتبطة باليابسة متقدمة في البحر، لم تستطع طاقة الأمواج البحرية وتياراتها أن تسويها بما يجاورها من شواطئ صخرية أقل صلابة، كما يمكن أن يتكون نتيجة لارتباط جزر بحرية بالبر بوساطة أشرطة رملية، ويطلق على هذه الظاهرة اسم التومبولو(Tombolo)

## قائمة بأشهر الرؤوس

### آسيا
- السعودية[3]
  - رأس تنورة[4]

- تركيا
  - رأس بابا
  - رأس الشيخ حميد
- روسيا
  - رأس تشيليوسكن
  - رأس ديجنيف
- الفلبين
  - رأس إنغانو
- الهند
  - رأس كمورين
- اليمن
  - خرطوم الفيل

### أفريقيا
- الجزائر
  - رأس كربون
  - رأس الحديد
  - رأس ا لرايس حميدو
  - رأس تمنفوست
- إرتريا -  السودان
  - رأس كسار
- تونس
  - الرأس الطيب
  - رأس أنجلة
  - رأس سيراط
  - الرأس الأسود
- جنوب إفريقيا
  - رأس أقولاس
  - رأس الرجاء الصالح
- السنغال
  - شبه جزيرة الرأس الأخضر
- الصومال
  - رأس عسير
- غانا
  - رأس الساحل
- ليبيريا
  - رأس بالماس
  - جبل الرأس الكبير
  - رأس ميسورادو
- المغرب
  - رأس الثلاث شوكات
  - رأس جوبي
- موريتانيا
  - رأس نواذيبو
  -  ناميبيا
  - كيب كروس

### أمريكا الشمالية
- كندا
  - كيب سبير أو رأس الرمح أو رأس الأمل وهي أقصى نقطة إلى الشرق من أمريكا الشمالية.

### أوروبا
- إسبانيا
  - رأس فينيستيري
- ألبانيا
  - رأس جوهز
  - رأس رودون
- ألمانيا
  - رأس أركونا
- البرتغال
  - كابو دا روكا
  - كابو دي سانت فنسنت
- بلغاريا
  - رأس إميني
  - رأس كالياكرا
- تركيا
  - رأس السرايا
- فرنسا
  - رأس جريس نيز
  - بوانت دو راز
- قبرص
  - كاب غريكو
- لاتفيا
  - رأس كولكا
- المملكة المتحدة
  - رأس كورنوال
  - كاب راث
- النرويج
  - رأس الشمال النرويجي
  - رأس نوركين
- اليونان
  - رأس ماتابان